# Новая Зеландия на летних Олимпийских играх 2004
Новая Зеландия принимала участие в Летних Олимпийских играх 2004 года в Афинах (Греция) в двадцать второй раз за свою историю, и завоевала три золотых и две серебряные медали. Сборную страны представляли 67 женщин.

## Медали
| Золото  |                                                  |                                                         |            |
| №       | Спортсмены                                       | Вид спорта (дисциплина)                                 | Дата       |
| 1       | Джорджина Эверс-Суинделл Кэролайн Эверс-Суинделл | Академическая гребля (двойки парные, женщины)           | 21 августа |
| 2       | Сара Ульмер                                      | Велоспорт (гонка преследования, женщины)                | 22 августа |
| 3       | Хамиш Картер                                     | Триатлон (мужчины)                                      | 26 августа |
| Серебро |                                                  |                                                         |            |
| №       | Спортсмены                                       | Вид спорта (дисциплина)                                 | Дата       |
| 1       | Биван Докерти                                    | Триатлон (мужчины)                                      | 26 августа |
| 3       | Бен Фухи                                         | Гребля на байдарках и каноэ (K-1, 1000 метров, мужчины) | 27 августа |

## Результаты соревнований

### Академическая гребля
В следующий раунд из каждого заезда проходили несколько лучших экипажей (в зависимости от дисциплины). В финал A выходили 6 сильнейших экипажей, остальные разыгрывали места в утешительных финалах B-E.
Мужчины
| Соревнование | Спортсмены                     | Предварительный заезд | Предварительный заезд | Предварительный заезд | Отборочный заезд | Отборочный заезд | Отборочный заезд | Полуфинал | Полуфинал | Полуфинал | Финал   | Финал   | Итоговое место |
| Соревнование | Спортсмены                     | Заезд                 | Время                 | Место                 | Заезд            | Время            | Место            | Заезд     | Время     | Место     | Время   | Место   | Итоговое место |
| ------------ | ------------------------------ | --------------------- | --------------------- | --------------------- | ---------------- | ---------------- | ---------------- | --------- | --------- | --------- | ------- | ------- | -------------- |
| двойки       | Натан Туэддл Джордж Бриджуотер | 3                     | 6:54,75               | 1 Q                   | не участвовали   | не участвовали   | не участвовали   | 1         | 6:24,49   | 3 Q       | Финал A | Финал A | 4              |
| двойки       | Натан Туэддл Джордж Бриджуотер | 3                     | 6:54,75               | 1 Q                   | не участвовали   | не участвовали   | не участвовали   | 1         | 6:24,49   | 3 Q       | 6:34,24 | 4       | 4              |

### Лёгкая атлетика
Мужчины
Беговые дисциплины
| Дисциплина           | Спортсмен      | Предварительный раунд | Предварительный раунд | Предварительный раунд | Полуфиналы    | Полуфиналы    | Полуфиналы    | Финал                | Финал                |
| Дисциплина           | Спортсмен      | Забег                 | Время                 | Место                 | Забег         | Время         | Место         | Время                | Место                |
| -------------------- | -------------- | --------------------- | --------------------- | --------------------- | ------------- | ------------- | ------------- | -------------------- | -------------------- |
| бег на 800 метров    | Джейсон Стюарт | 3                     | 1:46,24               | 5                     | Не проводится | Не проводится | Не проводится | Завершил выступление | Завершил выступление |
| бег на 1500 метров   | Ник Уиллис     | 2                     | 3:39,80               | 3                     | 2             | 3:41,46       | 6             | Завершил выступление | Завершил выступление |
| бег на 5000 метров   | Майкл Айш      | 2                     | 13:50,00              | 17                    | Не проводится | Не проводится | Не проводится | Завершил выступление | Завершил выступление |
| бег на 10 000 метров | Джон Хенвуд    | Не проводится         | Не проводится         | Не проводится         | Не проводится | Не проводится | Не проводится | DNF                  | DNF                  |

Шоссейные дисциплины
| Дисциплина              | Спортсмен       | Время   | Место | Отставание |
| ----------------------- | --------------- | ------- | ----- | ---------- |
| ходьба на 50 километров | Крейг Баррет    | 4:06:48 | 29    |            |
| марафон                 | Дейл Уорендер   | 2:19:42 | 33    |            |
| марафон                 | Джонатан Уайатт | 2:17:45 | 21    |            |

Технические дисциплины
| Дисциплина    | Спортсмен       | Квалификация | Квалификация | Финал                | Финал                |
| Дисциплина    | Спортсмен       | Результат    | Место        | Результат            | Место                |
| ------------- | --------------- | ------------ | ------------ | -------------------- | -------------------- |
| метание копья | Стюарт Фаркухар | 74,63        | 19           | Завершил выступление | Завершил выступление |

Женщины
Беговые дисциплины
| Дисциплина         | Спортсмен | Предварительный раунд | Предварительный раунд | Предварительный раунд | Полуфиналы    | Полуфиналы    | Полуфиналы    | Финал                | Финал                |
| Дисциплина         | Спортсмен | Забег                 | Время                 | Место                 | Забег         | Время         | Место         | Время                | Место                |
| ------------------ | --------- | --------------------- | --------------------- | --------------------- | ------------- | ------------- | ------------- | -------------------- | -------------------- |
| бег на 5000 метров | Ким Смит  | 1                     | 15:31,80              | 11                    | Не проводится | Не проводится | Не проводится | Завершил выступление | Завершил выступление |

Шоссейные дисциплины
| Дисциплина | Спортсмен          | Время   | Место | Отставание |
| ---------- | ------------------ | ------- | ----- | ---------- |
| марафон    | Лиза Хантер-Галван | 2:50:23 | 51    |            |

Технические дисциплины
| Дисциплина      | Спортсмен        | Квалификация | Квалификация | Финал                 | Финал                 |
| Дисциплина      | Спортсмен        | Результат    | Место        | Результат             | Место                 |
| --------------- | ---------------- | ------------ | ------------ | --------------------- | --------------------- |
| толкание ядра   | Валери Адамс     | 18,79        | 4            | 18,56                 | 8                     |
| метание диска   | Биатрис Фаумвина | 64,07        | 5            | 63,45                 | 7                     |
| прыжки с шестом | Мелина Гамильтон | 4,15         | 24           | Завершила выступление | Завершила выступление |